# Sainte-Christie-d'Armagnac
Sainte-Christie-d'Armagnac è un comune francese di 357 abitanti situato nel dipartimento del Gers nella regione dell'Occitania.

## Società

### Evoluzione demografica
Abitanti censiti